# Теган Јованка
Теган Јованка (енгл. Tegan Jovanka) измишљени је лик у британској научнофантастичној телевизијској серији Доктор Ху који је тумачила Џенет Филдинг. Она је стјуардеса аустралијске авиокомпаније и родом је из Бризбејна. Била је сапутница Четвртог и Петог Доктора и била је један од главних ликова у серији од 1981. до 1984. године. Теган се појавила у 20 прича (65 епизода).
Према речима продуцента Џона Нејтан-Тернера, када је смишљао име за лик, избор је био или Теган, по сестричини његовог партнера у Аустралији, или Јованка, по Јованки Броз, удовици југословенског председника Јосипа Броза Тита, па је оба записао на папир. Уредник сценарија Кристофер Х. Бидмид погрешно је веровао да је Јованка презиме лика, а не алтернатива, и тако ју је крстио Теган Јованка.

## Историја лика
Теган се први пут појављује у последњем серијалу Четвртог Доктора Логополис. На путу до аеродрома Хитро да започне свој нови посао стјуардесе у Ер Аустралији, на возилу њене тетке Ванесе (у којем се она вози) пукла је гума. Теган улази у полицијску говорницу поред пута да потражи помоћ, не знајући да је то заправо Докторов прерушени ТАРДИС. Она је била присутна када је Четврти Доктор падо са радио-телескопа пројекта Фарос и регенерисао се у своју пету инкарнацију и наставила је да путује са Доктором и осталим његовим сапутницима. Она у почетку путује са Доктором јер јој је тетку убио Господар, иако и даље жели да стигне на аеродром Хитро да започне свој нови посао, чим Доктор стигне тамо.
Теган је тврдоглава, гласна и непосредна, без бесмислица и не плаши се да каже шта мисли (у Земљотресу она себе описује као „само уста на ногама“). Њено време у ТАРДИС-у се поклапа са временом Адрика, Нисе, Турла и Камелиона. Иако се често свађала са њима (посебно са Адриком), као и са Доктором, њена снага лика их држи на окупу, а њена оданост и наклоност према колегама из посаде је неупитна. Блиска је са Нисом,  а посебно је тужна због њеног одласка. Она је у почетку била веома сумњичава према Турлу, често га је у почетку називала „дериштем“, иако су постепено постали пријатељи. Доктор напомиње да је она добар координатор и често је охрабрује речима: „Храбро срце, Теган“. Она очигледно може течно да говори најмање један аутохтони аустралијски језик и показује способност да користи ватрено оружје.
Међутим, упркос њеном снажном фронту, њене пустоловине са Доктором, и узбудљиве и застрашујуће, на крају узимају психолошки данак. Она је дубоко узнемирена због Адрикове смрти у Земљотресу. Пошто је остављена на Хитру због неспоразума на крају Временског лета, она се враћа на ТАРДИС у следећој пустоловини Лук бесконачности чија се радња одвија око годину дана касније по земаљском времену (иако су Доктор и Ниса приказани имајући неколико пустоловина у том временском оквиру у аудио пустоловинама). Током тог раздобља, Теган је радила као стјуардеса, али је касније добила отказ. Убрзо након тога, поново је запоседнута ванземаљска интелигенција позната као Мара. На крају, покољ који окружује догађаје Васкрснућа Далека за њу бива превише и она се осећајно опрашта и од Доктора и Турла у Лондону 1984.
Теган Јованка је једна од ретких сапутница класичне серије за које се види да има проширену породицу. Имала је аустралијску тетку у Великој Британији по имену Ванеса (Долор Витман). У Логополису је речено да је Теганин отац имао салаш у аустралији. Теганин деда по мајци Енглез Ендру Верни (Фредерик Хол) био је месни историчар који је имао викендицу у енглеском селу Мали Ходком у Буђењу, а њен брат од тетке Колин Фрејзер (Аластер Каминг) живео је у Бризбејну, али га је Омега терорисао док је ишао назад у Амстердаму током Лука бесконачности.
Теган се појавила у епизоди „Моћ Доктора” поводом обележавања стогодишњице ББЦ-а заједно са бившом сапутницом Ејс и Тринаестом Докторком коју је глумила Џоди Витакер у свом последњем појављивању у улози Докторке.

## Друга помињања
Илузорна слика Теган се види током регенерације Петог Доктора у Шестог у Пећинама Андрозанија (1984).
У Недоумици близанаца и Нападу Киберљуди (1985), Шести Доктор своју сапутницу Пери назива 'Теган', што доводи до тога да Пери говори Доктору да ју је назвао 'Теган' између многих других имена.
У специјалној епизоди специјала „За децу у невољи“ из 2007. године, Десети Доктор пита своју пету инкарнацију да ли још увек путује са Теган у свом местимичном временском току.
У дводелном серијалу Смрт Доктора Пустоловина Саре Џејн (2010), помиње се да је Теган водила кампању за права староседелаца Аустралије.
У „Гримизном ужасу“ (2013), Једанаести Доктор каже Клари Освалд да је провео дуго времена покушавајући да доведе "гоби Аустралијанца" на аеродром Хитро. Затим се чује врисак и он каже: "Храбро срце, Клара."
Кратак специјал из 2020. објављен на званичном Јутјуб каналу Доктор Ху под насловом Збогом, Саро Џејн који је написао бивши директор серије Расел Т. Дејвис открио је да је Теган била у вези са сапутницом Нисом.

## Друга појављивања
Филдинг је поновила улогу у скечу из 1985. („Поправка са Сонтаранцима“) за дечју емисију Џим ће то да реши заједно са Колином Бејкером у улози Шестог Доктора. Ова скица указује да се Теган вратила у живот стјуардесе и да је такође смрзла своју плаву косу пре него што ју је Шести Доктор случајно вратио у ТАРДИС.
Теганин живот након путовања са Доктором истражен је у аудио драми Окупљање продукције "Big Finish" из 2006. Иако јој је тешко да улази у везе и пати од неизлечиве болести, она каже Доктору да не жали што је провела време са њим и да сада у потпуности цени свој живот.
Огранак фикција указује да је била накратко удата за поп звезду Џонија Честертона (познатог и као Џони Чес), сина сапутника Првог Доктора Ијана Честертона и Барбаре Рајт. У огранак краткој причи Питера Ангелидеса "Добри сапутници" Теган је доживела нервни слом и уверила се да је њено време са Доктором била обмана.
У промотивном видеу за Блу-реј ДВД комплету из 19. сезоне, Филдингова је поновила своју улогу Теган, овог пута појавивши се као власница и извршна директорка Јованка Ерлајнса, пародирајући упутства за полетање путницима пошто се укрцају, а Питер Дејвисон и Сара Сатон су глумили путнике.